# Gyna laticosta
Gyna laticosta es una especie de cucaracha del género Gyna, familia Blaberidae.

## Distribución
Esta especie se encuentra en Sierra Leona, Camerún, Gabón, República Democrática del Congo, Guinea Ecuatorial (Bioko) y Angola.